# Lucapina
Lucapina is een geslacht van weekdieren uit de klasse van de Gastropoda (slakken).

## Soorten
- Lucapina adspersa (Philippi, 1845)
- Lucapina aegis (Reeve, 1850)
- Lucapina elisae Costa & Simone, 2006
- Lucapina eolis Pérez Farfante, 1945
- Lucapina maullina Ramírez-Böhme, 1974
- Lucapina philippiana (Finlay, 1930)
- Lucapina sowerbii (Sowerby I, 1835)
- Lucapina suffusa (Reeve, 1850)